# 心跳回憶 Girl's Side 2nd Kiss
《心跳回憶 Girl's Side 2nd Kiss》（ときめきメモリアル Girl's Side 2nd Kiss）是科樂美數位娛樂在2006年8月3日發售的女性向戀愛模擬遊戲，略稱為「GS2」，是《心跳回憶 Girl's Side 系列》的第2彈。舞台是跟前作一樣是振翅市，不過主人公就讀的學校變成了「羽崎学園」。
2007年3月15日發售PC版打字遊戲《心跳回憶 Girl's Side 2nd Kiss Typing》。而在2008年2月14日發售任天堂DS版戀愛模擬遊戲《心跳回憶 Girl's Side 2nd Season》，並增加新角色和新元素。

## 登場人物

### 男性角色
佐伯 瑛
聲優：森田成一
生日是7月19日，巨蟹座。血型是B型。
身高180cm（第一年：178cm，第二年：179cm），體重62kg。
本集王子型的主角。成績優秀和運動萬能。跟前作主角葉月珪不同的，是經過後天努力才能成為文武兩道的王子。父母的家是距離振翅市很遠的地方。
喜歡的顏色是水色。回家社。愛好的衣服是Pure系，其次則是Sexy系。
擅長泡咖啡和製作甜品，愛好是衝浪和在早上邊喝咖啡邊看日出。而且喜歡海、玻璃工藝、辛辣的食物（因為其不服輸的性格）。雖然不承認，其實也喜愛大怪獸的物品。另外極度害怕鬼怪，討厭在遊樂園玩鬼屋或到電影院看恐怖片。
表面上性格開朗隨和，在學校內外都能跟人（特別是女學生）好好的相處。實際的性格相當彆扭、好勝。討厭被別人看到暗地努力的一面。有時候會使出手刀。因為是處於青春期的少年，有色氣的時候，但總能控制自己不亂來。
就算是表面上看來自然不造作的髮型，其實暗地每天花至少一小時梳弄。本身有嚴重近視和散光，但因覺得自己戴眼鏡的樣子不好看而配載隱形眼鏡。
目標是成為咖啡的專門家，同時很重視祖父的咖啡店－珊瑚礁，一直對外隱瞞自己在珊瑚礁幫忙的實情，同時在珊瑚礁裡很受女顧客的歡迎。後來父母利用祖父的高齡和健康狀態作為理由使珊瑚礁關閉，不過，佐伯深明店對祖父包含重大意義，誓要保護店，跟父母對抗並搬到店裡幫忙及居住。並跟傑出人物主義的父母約定，在學校要保持著好成績，也不能在學校出亂子。
若王子老師是除了女主角之外唯一知道珊瑚礁秘密的人。
和針谷意外地合得來，並正在跟他學習吉他。但因缺乏節奏感演奏得相當惡劣。此外，對跳舞和唱歌也因此而不擅長。
在修學旅行中，枕頭大戰的必殺技是「出來喲！大怪獸！makuranoginusu！」
在學年話劇中飾演《人魚公主》的王子。
畢業後的出路是進入一流大學，並同時上咖啡專門家的課程。
志波 勝己
聲優：中井和哉
生日是11月21日，天蠍座，血型是A型。
身高187cm，體重70kg。
喜歡的顏色是黑色。回家社。愛好的衣著是Sporty系。
藤堂竜子喜歡的人。
遊戲開始時執行運動指令，運動55以上會自動登場。另外加入棒球部也會自動登場。
個性沉默寡言，其實很會保護人，很熱心而且溫柔體貼。
喜歡睡覺，興趣是午睡；討厭高的地方。
很喜歡動物，而且有著周圍1米範圍內的動物會自動親近他的特性。
很喜歡運動，凡是與運動有關的地方都喜歡。本來很喜歡棒球，可是在中學3年級時無法在比賽中勝出而感到自責，自此變得沉默，也再沒有接觸棒球。與主人公的關係到達大笑時會加入棒球部。夢想是打入甲子園。
雖然個性沉默，其實很受女同學們的歡迎。似乎與克里斯很合得來；另外天地翔太也似乎很崇拜他；跟哈利常常舉辦克服不拿手的東西的聚會。與真咲元春是兒時玩伴。
不喜歡讀書，所以成績永遠都不好。
在修學旅行中，枕頭大戰的必殺技是 「千本打撃」。
在學年話劇中飾演《時代劇》的武士。
畢業後的理想出路是到一流體育大學就讀。
為嚇走向主人公搭訕的小混混，曾自稱為「狂犬志波」
冰上 格
聲優：鈴木千尋
生日是10月6日，天秤座。血型是A型。
身高175cm，體重58kg。
喜歡的顏色是白色。學生會。愛好的衣服是Elegant系。
愛好是讀書和天體觀測。最討厭運動。
小野田千代美喜歡的人。
“心跳回憶 Girl's Side”中冰室零一的親戚，也是冰上崇拜的對象。
剛登場的時候給人很嚴肅的感覺，但相處久後就能發現他害羞和可愛的一面。
個性相當的一板一眼，曾被女主角說『像從指導手冊裡跳出來的一樣』。
在修學旅行中，枕頭大戰的必殺技是 「生徒総会·必殺答辩！」。
在學年話劇中飾演《仲夏夜之夢》的妖精王奧布朗（Oberon）。
畢業後的出路是進入一流大學。
針谷 幸之進
聲優：鈴村健一
生日是12月19日，射手座。血型是O型。
身高170cm，體重55kg。
喜歡的顏色是紅色。回家社，但在樂器店工作。愛好的衣服是Sexy系。
愛好是作曲。愛吃的東西是上面放著荷包蛋的漢堡排。
最討厭運動，特別是游泳。
相當有自信。亦有纖細天真的一面。
喜怒哀樂是主要登場人物中最分明的一個，在男女同學中十分受歡迎。
西本春日喜歡的人。
打破校規的慣犯，與優等生冰上是相反的類型。
項鍊掛著兩枚戒指，大小分別是7號跟13號。其中7號的戒指想要交付給喜歡的人。
對名字有情結而討厭被叫本名，喜歡周圍的人稱自己為「（哈利）」。（而且總是特別強調）
生於傳統日本家庭，對日本的傳統（例如日本的藝技、和服）有一定的認識。
與朋友組成業餘樂隊，擔任主唱。
對自己的聲音相當有自信。但似乎有某弱點不能克服。
與佐伯意外地合得來，並正在教授他吉他。不過對他不稱自己為哈利而會感到不滿。
害怕鬼怪，但佐伯比較嚴重。
對學習沒興趣所以成績不太好。
在修學旅行中，枕頭大戰的必殺技是 。
在學年話劇中飾演《真善美》的。
畢業後繼續進行音樂活動。
克里斯托弗·威瑟菲尔德（Christopher Weatherfield）
聲優：神原大地
生日是2月23日，雙魚座。血型O型。
身高183cm，體重65kg。
喜歡的顏色是綠色。美術社。喜好的衣著是Sporty系。
是Girl's Side系列以來第一個外國人角色，但不知為什麼總是講著奇怪的關西腔。通稱克里斯。國籍不明。
水島密喜歡的對象。
家裡非常有錢，目前是一個人住。
雖然有時候講話比較色一點，但是並不是那種下流的人。
對女性非常溫柔，個性坦率又易於親近，也因此非常受歡迎。
在修學旅行中，枕頭大戰的必殺技是 。
在學年話劇中飾演《吸血鬼》的伯爵。
天地 翔太
聲優：成瀨誠
生日是6月6日，雙子座，血型是AB型。
身高160cm，體重45kg。
是應援團的成員，成績優秀。
家裡有三個姊姊。
喜歡的顏色是灰色，愛好的衣著是Pure系。
愛好是試吃新製蛋糕和運動。
遊戲的第二學年的開學禮（4月1日）登場，是比主人公小一歲的學弟。
由於擁有治癒系的可愛中性外表和有禮的表現，所以很受女生歡迎。但其實很介意別人當他女孩般看待；而且十分介意主角對他的印象，害怕自己像主角的弟弟。一直想成為能夠保護主人公的男子。
十分喜歡甜食，尤其是蛋糕。情人節會為收到太多巧克力而煩惱。
其實是班級裡的領袖。因為其說話大膽直接的作風與小惡魔性格，加上不服輸的少年心態，與其可愛的樣貌成反比。
畢業後擔任應援團團長，似乎在畢業後長高了。
在學年話劇中飾演《源氏物語》的光源氏。
若王子 貴文
聲優：森川智之
生日是9月4日，處女座，血型是A型。
身高180cm，體重65kg。
喜歡的顏色是粉紅色。愛好的衣著是Elegant系。
在遊戲一開始自動登場，是主人公3年以來的班主任。所教授的科目為化學，而且亦是陸上部的顧問老師。
個性溫柔體貼，永遠不會責罵學生，完全沒有架子，而且有著一副好外表，所以和學生們打成一片，是校中最受歡迎的老師。
在修學旅行中與主人公到好感高的話會一起玩枕頭大戰。
性格有一點天然呆。
很喜歡貓，可是一直沒有機會飼養。
是IQ達到200的天才科學家，在13歲的時候被送到美國，被一些財團利用其天才謀取暴利。後來忍受不住研究所的黑暗，回到日本擔任高中教師。這也令他與學生打成一片，希望彌補失去的童年。
當老師是他的興趣，教育學生令他感受到快樂和青春。
很喜歡喝咖啡，更會在實驗室利用其器材煮咖啡。
是學生們的話題之一，經常被討論。例如有學生說喝過若王子老師的咖啡會變得聰明。
除了主角之外，是學校裡唯一一個知道佐伯瑛的秘密的人。
在修學旅行中，枕頭大戰的必殺技是 「科学忍法·白衣旋風」。
在學年話劇中飾演《快樂王子》的王子。
真咲 元春
聲優：上田祐司
生日是1月24日。水瓶座。血型是A型。
身高186cm，體重67kg。
喜歡的顏色是橙色。愛好的衣著是Sexy系。
在花店打工的二流大學的學生。也是羽崎學園的畢業生，比主角大三歲（和前作的日比谷涉同歲）。
認識若王子，跟有澤是花店的打工夥伴。志波跟他則是兒時鄰居。
若跟女主角約會的話會開車帶她出去。
興趣是看恐怖電影跟料理，也很喜歡植物，而打保齡球的技術則是非常優秀。
會適時指導女主角該注意的事情，例如出社會後工作遲到是非常失禮的事情。
赤城 一雪
聲優：野島健兒
本作的隱藏角色。
生日是12月8日。射手座。血型是B型。
是振翅学園的學生，在學生會擔任書記，班上的同學大多暱稱他為「雪」。
總是會因跟女主角各持己見而吵架，但是又很容易後悔，道歉的方式非常特別。
只要多多往外跑就可以遇見他。
有一個哥哥。
畢業後的出路是到一流大學就讀。
真嵨 太郎
聲優：谷山紀章
在DS版第2年的畢業典禮登場。比主角大一歲，是主角的學長。
生日是5月30日。雙子座。血型是O型。
高中二年級是網球社。
個性算是相當惡劣，就算只是剛見面也能說出親暱的台詞，一直以玩弄主人公為樂。
攻略他的話，專屬打工的地點會是前作的咖啡廳。
有一個弟弟。
畢業後到二流大學就讀。
古森 拓
聲優：松原大典
在第2年的10月轉學進入主角的班級時登場。
生日是2月22日。雙魚座。血型是A型。
說話帶有口音，據說是津輕腔。
個性略顯陰暗內向，喜歡做菜，對於日本的鳥類非常熟悉，據說超過一百種。
據說遊戲發售時，主打的路線是「Pure系」，但是攻略起來卻好像不是那麼回事？
主角畢業後會升上三年級，若條件未達到則會中途轉學。

### 女性角色
藤堂 竜子
聲優：進藤尚美
生日是1月10日。摩羯座。血型是O型。
有大姊頭的風範。喜歡志波 勝己。
小野田 千代美
聲優：小櫻悅子
生日是6月20日。雙子座。血型是B型。
畢業後的出路是到一流大學就讀。喜歡冰上 格
西本 春日
聲優：前田愛
生日是5月15日。金牛座。血型是A型。喜歡哈利
水島 密
聲優：皆口裕子
生日是2月2日。水瓶座。血型是AB型。
畢業後的出路是到維也納留學。喜歡克里斯

### 其他角色
花椿 姫子
聲優：松崎史子
前作登场的花椿吾郎的侄女。
會稱主人公為「Daisy」
音成 遊
聲優：小林由美子
生日是4月6日。白羊座。血型是A型。
主人公的鄰居，住在隔壁的元氣少年。
是一名小學生，在本集中擔任角色情報收集及練習親密接觸的人。
似乎對主人公抱著一定的好感。
從不明途徑得知佐伯在珊瑚礁打工。
佐伯 総一郎
声优：矢田耕司
佐伯瑛的祖父，珊瑚礁的老闆。
有澤 志穗
声优：野上尤加奈
前作女性角色之一，在花店打工會看到她。

## 主題歌
2nd Kiss
- 主題曲 「Stay」 - 主唱：大浦祐一
- 片尾曲  - 主唱：Stardust Revue
- 插入歌 「Lovin' Moon」 - 主唱：camino

typing
- 主題曲 「BESIDE」 - 主唱：森田成一

2nd Season
- 「Only You」

## 系列作品
- 心跳回忆Girl's Side 2nd Kiss Typing（Win・Mac）
- 心跳回忆 Girl's Side 2nd Season（NDS）

## 关联商品

### CD
- 心跳回忆 Girl's Side 2nd Kiss 主题曲单曲「Stay」（大浦祐一）
- 心跳回忆 Girl's Side 2nd Kiss 短篇DRAMA集 ～Seaside Sketch～
- 心跳回忆 Girl's Side 2nd Kiss 原声带
- 心跳回忆 Girl's Side 2nd Kiss Drama & Image Song Album
  - Vol.1（佐伯·冰上·赤城篇）
  - Vol.2（志波·針谷·真咲篇）
  - Vol.3（克里斯·天地·若王子篇）

### 书籍

#### 攻略本
- 心跳回忆 Girl's Side 2nd Kiss 公式导航 First Edition
- 心跳回忆 Girl's Side 2nd Kiss 公式导航 Complete Edition
- 心跳回忆 Girl's Side 2nd Kiss 美男子完全导航
- 心跳回忆 Girl's Side 2nd Season 公式导航 Complete Edition

#### 漫画
- 心跳回忆 Girl's Side Anthology Comics（Vol.1～2）

#### 短篇小说集
- 心跳回忆 Girl's Side 2nd Kiss Short Stories Vol.01（佐伯·冰上·針谷·真咲·朋友们篇）
- 心跳回忆 Girl's Side 2nd Kiss Short Stories Vol.02（志波·克里斯·天地·若王子·赤城篇）
- 心跳回忆 Girl's Side 2nd Season Short Stories（古森·真岛篇 其他）
- Girl's Side 综合Fan Book「振翅WATCHER」（Vol.1～6）

#### 其他
- 心跳回忆 Girl's Side 2nd Kiss ～celebrate encounter～（I～X）
- 心跳回忆 Girl's Side Visual Collection（GS系列综合插画集）

## 相關項目
- 心跳回憶
- 心跳回憶 Girl's Side
- 心跳回憶 Girl's Side 3rd Story

## 外部連結
- （日語）PS2版官方网站 （页面存档备份，存于）
- （日語）Typing官方网站 （页面存档备份，存于）
- （日語）DS版官方网站 （页面存档备份，存于）